# Johann Gottfried Koehler
Johann Gottfried Koehler (pisownia niemiecka Köhler; ur. 15 grudnia 1745 w Gauernitz koło Drezna, zm. 19 września 1801 w Dreźnie) – niemiecki astronom.

## Życiorys
W latach 1771–1776 był sekretarzem Lipskiego Towarzystwa Astronomicznego. W 1776 roku został kustoszem, a około 1785 roku dyrektorem połączonych muzeów sztuki i matematyczno-fizycznego w Dreźnie. Był wprawnym konstruktorem teleskopów, tworzył także rysunki przedstawiające widoki z powierzchni Księżyca. Jego obserwatorium w Dreźnie wyposażone było w dwa refraktory Dollonda o ogniskowej 6 i 10 stóp oraz zwierciadlany teleskop Gregory’ego o ogniskowej 8 stóp. Wyniki swoich obserwacji publikował w czasopismach „Astronomisches Jahrbuch”, „Monatliche Korrespondenz” i „Philosophical Transactions”.
Odkrył kilka galaktyk i gromad gwiazd, w tym M67, M59, M60.